# شورش ۱۹۶۹ ایرلند شمالی
شورش ۱۹۶۹ ایرلند شمالی (انگلیسی: 1969 Northern Ireland riots) شورش‌هایی است که در ۱۲ تا ۱۷ اوت سال ۱۹۶۹ رخ داده‌است و طی آن ایرلند شمالی شاهد شورش‌های سیاسی و فرقه‌ای شدیدی بود. در طول این سال خشونت‌های پراکنده ناشی از مبارزه برای حقوق مدنی و پایان دادن به تبعیض علیه کاتولیک‌های ایرلندی در این کشور وجود داشت.

## راهپیمایی کاتولیک‌ها
چندین بار راهپیمایی کاتولیک‌های خواهان حقوق مدنی توسط پروتستان‌ها و پلیس هدف تهاجم قرار گرفت.
این اغتشاش به درگیری سه روزه‌ای در شهر دری در شمال ایرلند میان کاتولیک‌ها و پروتستانها منجر شد. خونین‌ترین شورش‌ها در بلفاست بود که در آن هفت نفر کشته و صدها نفر دیگر زخمی شدند. تعداد زیادی خانه، که اغلب آن‌ها متعلق به کاتولیک‌ها بود در کنار مغازه‌ها و کارخانه‌ها به آتش کشیده شد. علاوه بر این، هزاران خانواده عمدتاً کاتولیک از خانه‌هایشان بیرون رانده شدند.
ارتش بریتانیا برای برقراری نظم وارد عمل شد. دولت برای جدا کردن دو طرف شروع به ساختن خطوط کنترل در میان آن‌ها کرد.

## پیشینه
در سال ۱۹۶۸ شورش‌های پراکنده‌ای مانند نافرمانی‌های مدنی توسط انجمن حقوق مدنی ایرلند شمالی (NICRA)، که خواستار پایان دادن به تبعیض علیه کاتولیک‌ها، حق رای، مسکن و اشتغال برای آن‌ها بود به‌وجود آمد.
در تابستان سال ۱۹۶۹ پیش از شروع شورش، اتحادیه خبرنگاران بین‌المللی(ICJ) با انتشار گزارشی بلند سیاست دولت نسبت به ایرلند شمالی را به انتقاد کشید. روزنامه تایمز در آن زمان نوشت خشونت پلیس، تبعیض دینی علیه کاتولیک‌ها و تقسیم‌بندی ناعادلانه در صحنه سیاسی دلایل این شورش است.
رئیس اتحادیه خبرنگاران بین‌المللی(ICJ) گفت: قوانین و شرایط در ایرلند شمالی توسط دولت آفریقای جنوبی تأکید شده تا سیاست‌های تبعیض نژادی خودش را مشروع کند. تایمز همچنین در گزارشی نوشته بود که نیروی احتیاط پلیس شهر اولستر بازوی نظامی پروتستان‌هاست. روزنامه بلفاست تلگراف نیز نوشت اتحادیه خبرنگاران بین‌المللی، ایرلند شمالی را به لیست ایالت‌هایی اضافه کرده که در آن حقوق بشر تضمین نمی‌شود.